# 北海道道129号静川美沢線
北海道道129号静川美沢線（ほっかいどうどう129ごう しずかわみさわせん）は、北海道苫小牧市内を通る主要地方道（北海道道）である。

## 概要
厚真町字共和から苫小牧市字柏原までの区間は未開通となっている。苫小牧東部工業基地と新千歳空港を直結する道路である。

国道234号への取り付け道路は延長0.4 kmで、当路線の一部に含まれる。

### 路線データ
- 起点：北海道苫小牧市字静川（国道235号交点）
- 終点：北海道苫小牧市字美沢（国道36号・北海道道130号新千歳空港線交点）
- 総延長：15.983 km
- 実延長：9.230 km
- 重用延長：0.073 km
- 未供用延長：6.680 km

### 道路管理者
- 胆振総合振興局 室蘭建設管理部 苫小牧出張所

## 歴史
- 1988年（昭和63年）3月31日 - 一般道道1082号として路線認定[1]。
- 1993年（平成5年）5月11日 - 建設省（現国土交通省）から、一般道道静川美沢線が静川美沢線として主要地方道に指定される[2]。
- 1994年（平成6年）10月1日 - 北海道が主要道道認定を機に路線番号を129号に変更[3]。

## 路線状況

### 道路施設

#### 主な橋梁
- 柏原跨道橋（31 m、国道234号、苫小牧市字柏原）
- 柏原跨線橋（36 m、JR室蘭本線、苫小牧市字柏原）
- 植苗跨線橋（32 m、JR千歳線、苫小牧市字美沢）
- 湿原2号橋（107 m、湿原、苫小牧市字美沢）
- 湿原1号橋（175 m、湿原、苫小牧市字美沢）
- 美々橋（37 m、美々川、苫小牧市字美沢）

## 地理

### 通過する自治体
- 胆振総合振興局
  - 苫小牧市
  - 勇払郡厚真町

### 交差する道路
苫小牧市
- 国道235号 - 字静川（起点）
- 国道234号 - 字柏原（取付道路による接続）
- 国道36号 - 字美沢（終点）
- 北海道道130号新千歳空港線 - 字美沢（終点）